# Pycnopsyche divergens
Pycnopsyche divergens là một loài Trichoptera trong họ Limnephilidae. Chúng phân bố ở miền Tân bắc.